# Mali Jasenovac
Mali Jasenovac (cyr. Мали Јасеновац) – wieś w Serbii, w okręgu zajeczarskim, w mieście Zaječar. W 2011 roku liczyła 232 mieszkańców.